# Abdellatif Ben Ammar
Pour les articles homonymes, voir Ammar.
Abdellatif Ben Ammar (arabe : عبد اللطيف بن عمار), né le 25 avril 1943 à Tunis et mort le 6 février 2023 dans la même ville, est un réalisateur tunisien.

## Biographie
Après avoir entamé des études supérieures de mathématiques au lycée Alaoui, Abdellatif Ben Ammar bifurque vers le cinéma et obtient en 1965 un diplôme en prises de vues à l'Institut des hautes études cinématographiques (IDHEC) de Paris.
À son retour en Tunisie, il est engagé par la SATPEC comme opérateur et commence à tourner des courts métrages et à assister des réalisateurs tunisiens et étrangers. En 1970, il sort son premier long métrage, Une si simple histoire, puis fonde avec Abdellatif Layouni une société de productions, Latif Productions, ce qui lui permet de tourner des documentaires, des fictions ou encore des spots publicitaires.
Il fonde également une société de post-production, la Ben Duran.
Il meurt le 6 février 2023 à Tunis.

## Filmographie

### Réalisateur
- 1966 : 2 + 2 = 5 (court métrage avec Hassen Daldoul et Mustapha Fersi)
- 1967 :
  - Le Cerveau (court métrage)
  - Opération yeux (court métrage)
- 1968 : L'Espérance (court métrage)
- 1970 : Une si simple histoire (long métrage)
- 1971 : Sur les traces de Baal (court métrage)
- 1972 : Mosquées de Kairouan (court métrage)
- 1973 : Sejnane (long métrage)
- 1975 : Sadiki (court métrage)
- 1979 : Kairouan, la Grande Mosquée (documentaire)[3]
- 1980 : Aziza (long métrage)
- 2002 : Le Chant de la noria (long métrage)
- 2002 : Farhat Hached (documentaire)[2]
- 2003 : Khota Fawka Assahab (téléfilm)
- 2010 : Les Palmiers blessés (long métrage)

### Assistant-réalisateur
- 1968 : Follow me (long métrage de Roberto Cavalloni)
- 1969 : Justine (long métrage de George Cukor)
- 1970 : Biribi (long métrage de Daniel Moosmann)
- 1972 : The Rebel Jesus (en) (long métrage de Larry Buchanan)
- 1976 :
  - Les Magiciens (long métrage de Claude Chabrol)
  - Le Messie (long métrage de Roberto Rossellini)
- 1977 : Jésus de Nazareth (long métrage de Franco Zeffirelli) comme directeur de production

### Opérateur
- 1965 : Octobre 65 d'Hassen Daldoul
- 1965-1968 : Actualités tunisiennes
- 1967 :
  - Les Aventuriers de Robert Enrico (assistant opérateur)
  - Indomptable Angélique de Bernard Borderie (assistant opérateur)
- 1972 : Les grand'mères pour la télévision canadienne
- 1973 : Confession d'un cannibale de Moncef Ben Mrad

## Distinctions
- Tanit de bronze aux Journées cinématographiques de Carthage 1970 pour Une si simple histoire
- Tanit de bronze aux Journées cinématographiques de Carthage 1974 et Prix spécial du jury au FESPACO 1976 pour Sejnane
- Tanit d'or aux Journées cinématographiques de Carthage 1980 pour Aziza
- Sélection à la Quinzaine des réalisateurs au Festival de Cannes 1980 pour Aziza